# Hjalmar Ringberg
Hjalmar Ringberg (19. oktober 1889 i Præstø - 7. september 1978) var en dansk jurist og embedsmand. Han tog examen artium i 1908, og blev cand.jur. i 1913. Han arbejdede i Justitsministeriet 1918–1924, var dommer i Køge 1924–1925, afdelingsleder i Justitsministeriet 1928–1929, hvorefter han udnævntes til amtmand over Færøerne og fungerede som sådan indtil 1936, derefter var han byretsdommer i Odense indtil sin pensionering i 1959.